# Rijád Fárid Hidzsáb
Rijád Fárid Hidzsáb (arabul: الدكتور رياض فريد حجاب, Dajr ez-Zaur, 1966 –) szíriai politikus, aki a szíriai polgárháború idején, 2012. június 23. - augusztus 6. között az ország miniszterelnöki tisztségét töltötte be. Augusztus 6-án lemondott, majd családjával együtt Jordániába menekült, ezzel ő lett a legmagasabb rangú politikus aki dezertált Bassár el-Aszad elnök híveinek táborából.

## Élete
Rijád Fárid Hidzsáb egy szunnita családban született, a kelet-szíriai Dajr ez-Zaur városban. Egyetemi tanulmányait Damaszkuszban folytatta, ahol mezőgazdasági mérnökként doktorált le.
1989-ben lépett be a Baasz Párt egyetemi csoportjába, majd 1998-tól a párt elnökségi tagja lett. 2008-ban kinevezték a jórészt Izrael megszállása alatt levő Kunejtíra kormányzóság kormányzójává, majd 2011. február 22-én Latakia kormányzóság vezetésével bízták meg. 2011. április 14-én Ádel Szafar kormányában mezőgazdasági miniszter lett. Ez a miniszteri kinevezése már a - később polgárháborúba torkolló - Bassár el-Aszad szíriai elnök elleni tüntetések kitörésére esik.
Mikor az addig jórészt politikai jellegű konfliktus egyre súlyosabb fegyveres összetűzésekbe torkollott a hadsereg és a felfegyverzett lázadók közt, Aszad elnök megpróbálta politikai reformokkal elejét venni a konfliktus eszkalálódásának. Ennek a reformkísérletnek a részeként, 2012. június 6-án Szíriában szabad választásokat tartottak, melyet azonban az ellenzék bojkottált. Ennek ellenére - a szavazatokra hivatkozva - Aszad elnök Rijád Fárid Hidzsábot bízta meg kormányalakítással. Miniszterelnöki kinevezését követően az Egyesült Államok szankciókat léptetett életbe vele szemben is.
Augusztus 6-án minden előzmény nélkül Hidzsáb lemondott miniszterelnöki pozíciójáról, majd családjával együtt Jordániába menekült. A tisztséget ideiglenesen Omár Ibrahim Galavandzsi vette át. A volt miniszterelnök rövidesen egy nyilatkozatot bocsátott ki, amelyben az Aszad-rezsimet egy gyilkos rezsimnek nevezte és kifejezte eltökéltségét az általa "forradalomnak" titulált események iránt. Röviddel ezt követően Katarba utazott, ahol az ellenzéki Szíriai Nemzeti Koalíció vezetőivel találkozott.
Hidzsáb távozását követően három nappal, Aszad elnök Vaer Nader el-Halkit, a Baasz Párt egyik vezetőjét nevezte ki Szíria új miniszterelnökévé.
2015 decemberében Hidzsábot bízták meg a genfi béketárgyalásokra képviselőket küldeni szándékozó ellenzéki koordináció hivatalos képviselőjének.